# Zapasy na Igrzyskach Azji Południowej 1993
Turniej zapasów na Igrzyskach Azji Południowej rozegrano w Bangladeszu w mieście Dhaka. 

## styl wolny
| Waga   | Złoto:                | Srebro:            | Brąz:            |
| 48 kg  | Rajesh Kumar          | Robin Masih        | Shivadhari Yadav |
| 52 kg  | Anil Kumar            | Maqsood Ahmed      | Md. Dulan Miah   |
| 57 kg  | Ashok Kumar Garg      | Muhammad Nasrullah | Abdul Basher     |
| 62 kg  | Dharan Singh Dahiya   | Hashim Ali         | Kamal Uddin      |
| 68 kg  | Muhammad Umar         | Karambir           | Jamaluddin       |
| 74 kg  | Tej Bir-Singh         | Muhammad Ashraf    | Dharma Raj Yadav |
| 82 kg  | Bashir Bhola Bhala    | M.D. Zamirul Haq   | Narender Singh   |
| 90 kg  | Liaquat Ali Khan      | Mizanur Rahman     | Ashok Singh      |
| 100 kg | Jagbir Singh          | Sohan Billa        | Ashraf Ali       |
| 130 kg | Abdul Majeed Maruwala | Jasram             | Masud Reza       |

## Tabela medalowa
Gospodarz zawodów został zaznaczony kolorem.
| Poz.    | Państwo    |    |    |    | Łącznie |
| 1       | Indie      | 6  | 2  | 2  | 10      |
| 2       | Pakistan   | 4  | 6  | 0  | 10      |
| 3       | Bangladesz | 0  | 2  | 6  | 8       |
| 4       | Nepal      | 0  | 0  | 2  | 2       |
| Łącznie | Łącznie    | 10 | 10 | 10 | 30      |